# Rhagonycha fulva
Rhagonycha fulva es una especie de coleóptero de la familia Cantharidae. El coracero o sanjuanín fue descrito por primera vez por Giovanni Antonio Scopoli en 1763 en su libro Entomología carniolica con el nombre de Cantharis fulva.

## Etimología
- Rhagonycha: procede del griego Rhages ('uva') y onyx ('uña').
- Fulva: palabra latina que procede de Fulvia ('dorado, amarillo').

## Descripción
Los adultos de esta especie miden entre 8 y 10 milímetros de longitud. Sus antenas son negras y filiformes, aunque ocasionalmente el primer segmento es naranja, y los ojos prominentes. La cabeza y el pronoto son naranja y relucientes, con una notable pubescencia visible en la cabeza. La forma del pronoto es variable, pero se extiende hacia la cabeza. Los élitros cubren las alas y la mayor parte del abdomen y son de color rojo oscuro y brillante, finalizan con una zona negra claramente visible en el extremo apical, esta es una de sus características clave de identificación. Su fémur y tibia son de color naranja, pero los tarsos son negros; el tercer segmento del tarso es simple y no bilobulado.

## Distribución geográfica
Es nativo de Europa y ha sido introducido en América del Norte. Habita en praderas y claros de bosques donde crecen plantas con inflorescencias grandes.

## Biología
El coracero se nutre del polen y néctar por lo que también hace un papel de polinizador, además de controlar la población de ciertas especies que pueden llegar a convertirse en plaga, como la mariposa de la col (Pieris brassicae), la blanquita de la col (Pieris rapae), pulgones, así como de otras larvas de cuerpo blando. Una buena manera de favorecer su presencia en los campos de cultivo y huertos es garantizar que tengan una gran fuente de polen.

### Ciclo vital
Los adultos están presentes en verano, principalmente sobre grandes inflorescencias de apiáceas y asteráceas. Todo el cortejo de la cópula lo realizan sobre las flores. A mediados de primavera, cuando la floración es abundante, es cuando comienza el cortejo. Además, se alimentan de insectos pequeños y blandos, tales como pulgones, aunque también de polen, néctar y piezas florales. Durante la cópula, la hembra no para de alimentarse de polen, ya que este supone una fuente nutricional fundamental para esta frente a la producción de huevos y la puesta. Así, desde mediados de primavera a finales la hembra presenta un abdomen hinchado por la gran cantidad de huevos. La hembra pone los huevos ligeramente soterrados, y de éstos salen las larvas. Estas son depredadoras, cazan organismos de cuerpo blando: caracoles, babosas y larvas de lepidópteros y dípteros y sus huevos. Así pasan el invierno alimentándose. Las larvas tienen una forma alargada, formada por la cabeza y doce segmentos bien diferenciados, a menudo de color oscuro. Presentan tres pares de pequeñas patas, pero son de movimientos rápidos. Situadas en la cabeza tienen mandíbulas para poder cazar. Habitan los primeros centímetros del suelo, siendo más activas cuando cae la noche. Así, un año y algunos meses después las larvas hacen la pupa y se convierten en individuos adultos, los cuales tienen hábitos diurnos.